# Леймани
Ле́ймани (эст. Leimani) — деревня в волости Сетомаа уезда Вырумаа, Эстония. Исторически относится к нулку Лухамаа.
До административной реформы местных самоуправлений Эстонии 2017 года входила в состав волости Миссо (упразднена).

## География и описание
Расположена недалеко от границы Эстонии и России, в 28 километрах к юго-востоку от уездного центра — города Выру — и в 41 километре к юго-западу от волостного центра — посёлка Вярска. Высота над уровнем моря — 196 метров.
Климат переходный от морского к континентальному. Официальный язык — эстонский. Почтовый индекс — 65017.

## Население
По данным переписи населения 2021 года, в Леймани насчитывалось 7 жителей, из них 5 (71,4 %) — эстонцы.
По состоянию на 1 января 2020 года в деревне проживали 7 человек, из них 6 мужчин и 1 женщина; лиц трудоспособного возраста (15–64 года) — 6, лиц пенсионного возраста (65 лет и старше) — 1.
По данным переписи населения 2011 года, в деревне было 7 жителей, из них 5 (71,4 %) — эстонцы (сету в перечне национальностей выделены не были).
Численность населения деревни Леймани по данным переписей населения СССР и Департамента статистики Эстонии:
| Год  | 1959 | 1970 | 2000 | 2011 | 2017 | 2018 | 2019 | 2020 | 2021 |
| ---- | ---- | ---- | ---- | ---- | ---- | ---- | ---- | ---- | ---- |
| Чел. | 38   | ↘ 28 | ↘ 10 | ↘ 7  | ↗ 8  | → 8  | → 8  | ↘ 7  | → 7  |

## История
На военно-топографических картах Российской империи (1866–1867 годы), в состав которой входила Лифляндская губерния, деревня обозначена как Леманы.
В письменных источниках 1872 года упоминается Лейманы, 1895 года — Leimanni, 1904 года — Leimanni, Ле́йманы.
Деревня существовала уже в XVIII веке; в XIX веке входила в общину Железово и относилась к приходу Панкъявица.
В 1977–1997 годах Леймани была частью деревни Тийлиге.

## Происхождение топонима
Как название деревни, так и фамилия её коренных жителей (Leima) могут происходить из немецкого языка. Словом ′лейманы′ в России XIX века называли бродячих певцов и скоморохов. Также в России была широко распространена фамилия немецкого происхождения Лейман (Leiman), которая может иметь свои корни в городе Лаймене (Эльзас) или происходить от немецкой фамилии Лехманн (Lehmann).
Эстонский этнограф и языковед Юри Труусманн объясняет происхождение топонима латышским словом ′laimanis′ ~ ′leimanis′ («арендатор», «свободный крестьянин»), ссылаясь на немецкое происхождение этого слова (Lehnsmann — «вассал»). Это утверждение поддерживает также языковед и переводчик Лембит Ваба; данный топоним широко распространён в Латвии.

## Комментарии
1. ↑  Эстонские топонимы, оканчивающиеся на -а, не склоняются и не имеют женского рода (исключение — Нарва)[7].